# Cristina Saralegui
Cristina María Saralegui de Ávila (Miramar, 29 gennaio 1948) è una giornalista, attrice, conduttrice televisiva cubana-statunitense, protagonista del talk-show in lingua spagnola El show de Cristina. Prima della carriera televisiva, è stata per dieci anni direttrice della versione spagnola di Cosmopolitan distribuita in tutta l'America Latina. Vincitrice di dodici Emmy Award come conduttrice di talk show,  ha la sua stella sulla Hollywood Walk of Fame, (al 7060 Hollywood Boulevard), per commemorare la sua carriera di attrice e televisiva.

## Biografia
Cristina María Saralegui è nata a Miramar, L'Avana, Cuba, da Francisco Rene Saralegui Álvarez, Jr. e María Cristina de las Nieves Santamarina Díaz. È la maggiore di cinque figli, due sorelle Vicky e María Eugenia, e due fratelli, Patxi e Iñaki. Saralegui è originaria dei Paesi Baschi con tutti e quattro i nonni nati in Spagna. Suo nonno paterno, Francisco Saralegui Arizubieta, era un basco di Lizarza e sua nonna paterna, Amalia "Amalita" Álvarez Cuesta, un'asturiana di Gijon; suo nonno materno era José Santamarina Iviricu e sua nonna materna Águeda Díaz.
Nel 1960, in seguito alla rivoluzione cubana, Saralegui e la sua famiglia fuggirono a Miami, in Florida, negli Stati Uniti, e si stabilirono a Key Biscayne.

### Carriera giornalistica
Dopo essersi diplomata all'Accademia dell'Assunzione nel 1966, Saralegui si è iscritta all'Università di Miami. Nel 1973 inizia uno stage presso la rivista Vanidades. Questo le ha permesso di migliorare il suo spagnolo scritto al livello della sua lingua parlata. Nel 1979, Saralegui era direttore della versione spagnola della rivista Cosmopolitan. Ha continuato in questo ruolo per la maggior parte degli anni '80.

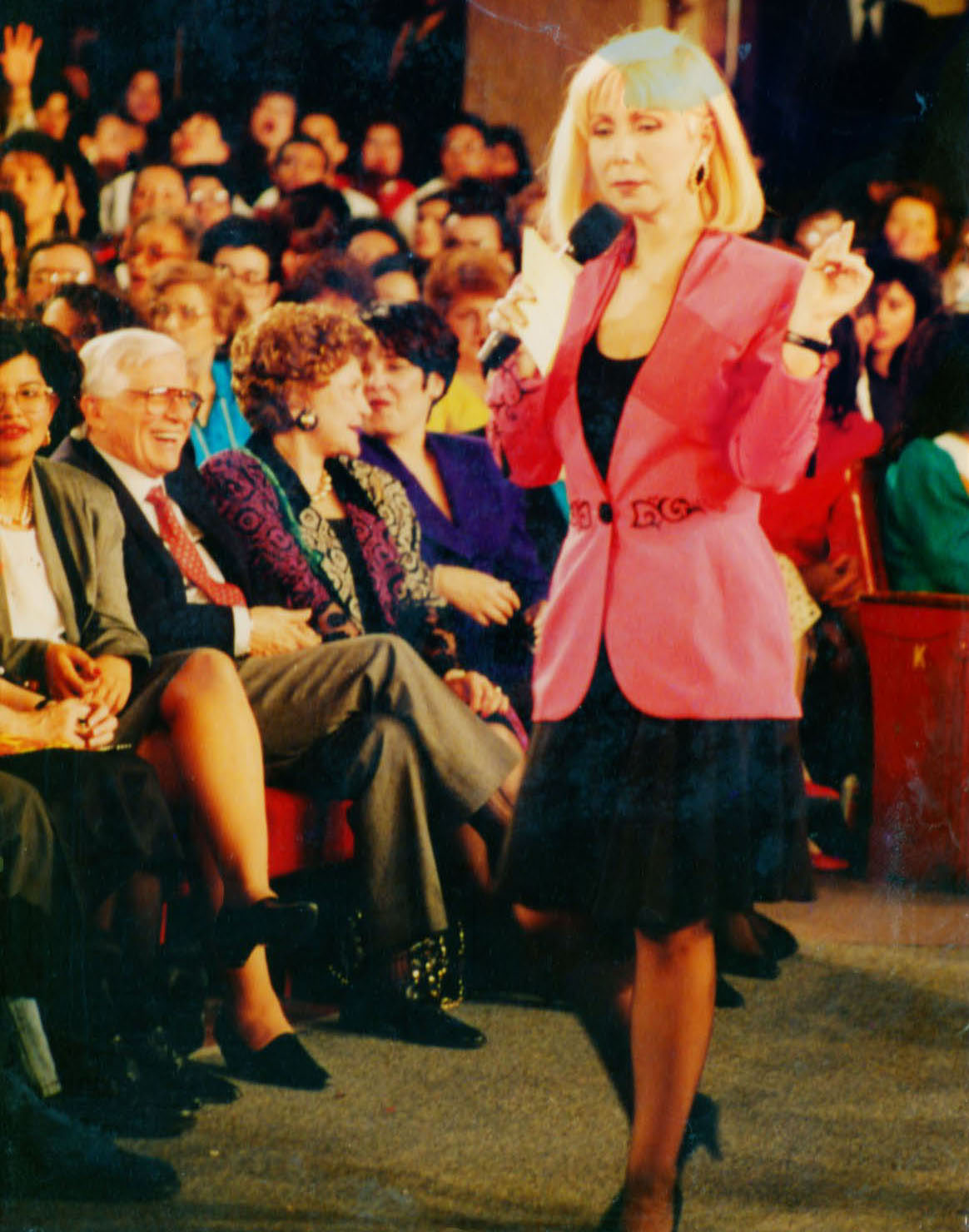
Cristina Saralegui

### El Show de Cristina
Nel 1989, Saralegui ha trasferito il suo successo giornalistico alla televisione, lanciando il talk show in lingua spagnola con sede a Miami, El Show de Cristina (Lo Show di Cristina ) su Univisión. Ha concluso ogni episodio con un doppio saluto con il pollice alzato e l'espressione cubana "Pa'lante, pa'lante, pa'tras ni pa' coger impulso", ("Avanti, avanti; non fare un passo indietro, nemmeno per guadagnare slancio"... potrebbe anche essere inteso come "prendere una rincorsa".)
Contemporaneamente Saralegui ha fatto il suo debutto come attrice nello show The Taina. Nel 1992 ha recitato nel programma comico Cheverísimo sulla rete Venevision, nel segmento Vitrina con Nelly Pujols. Nel 2001 ha interpretato la zia Cristina López nella soap opera Pasiones.
Durante il programma televisivo registrato lunedì 25 ottobre 2010, Cristina ha ripercorso la sua carriera e gli episodi e gli ospiti più importanti del programma, tra cui Shakira, Jennifer Lopez, Ricky Martin, Enrique Iglesias, Paulina Rubio. 
Il talk show di Saragelui è andato in onda l'ultima volta il 1º novembre 2010 dopo 21 anni. Ospitata dall'attore messicano Fernando Colunga, Cristina è stata salutata dai suoi colleghi Daniela Romo, Cesar Evora, Thalia, Shakira, Gloria Estefan, Emilio Estefan, Angelica Maria, Carmen Salinas, Don Francisco, Jorge Ramos e altri. Tra il pubblico c'erano alcuni suoi colleghi di Univision da dove hanno interagito con la stessa Cristina, condividendo aneddoti e messaggi di speranza e ammirazione.
Saralegui ha continuato a pubblicare la sua rivista, Cristina: La Revista e diversi libri. Viene chiamata "l'Oprah ispano-cubana". Nel 1992, Saralegui ha tenuto un talk show sindacato in lingua inglese, Cristina, che è stato cancellato dopo metà stagione.
La canzone Somos El Mundo è stata presentata in anteprima durante lo spettacolo di Saralegui, con un appello ad aiutare i soccorsi ad Haiti. È stato tradotto da Gloria Estefan, prodotto dal marito Emilio Estefan e approvato da Quincy Jones.

Saralegui è rimasta sotto contratto con Univision fino al 31 dicembre 2010. Si è discusso che potesse continuare come collaboratrice, per programmi speciali e interviste, e che un nuovo spettacolo di Cristina avrebbe debuttato a marzo 2011, ma ciò non è avvenuto.

### Carriera dopo Univision (WAPA-TV e WLII-DT)
La rete in lingua spagnola Azteca América ha presentato uno speciale di un'ora, "Cristina Breaks the Silence", dove, per la prima volta dal suo ritiro da Univision, Saralegui è stata intervistata in televisione. L'intervista, condotta da Frank Cairo, ex produttore e creatore dello spettacolo di Cristina, ha toccato molti temi, dagli ospiti considerati "difficili", all'annuncio inaspettato dei dirigenti di Univision che il suo spettacolo sarebbe stato cancellato, oltre come reazioni, emozioni e risposte alle notizie. 
Il 17 maggio 2011 è stato annunciato che Telemundo aveva assunto Cristina per uno spettacolo di varietà settimanale, Pa 'lante con Cristina (Avanti con Cristina), a partire dall'autunno del 2011. Il programma ha debuttato su Telemundo il 31 maggio di quel anno, ospitando una retrospettiva speciale di un'ora con le stelle della telenovela appena completata La Reina del Sur.
Il 31 maggio 2012 è stato annunciato che Pa' lante con Cristina non sarebbe stato rinnovato per un'altra stagione. Nel 2012, Saralegui ha avviato Cristina Radio su Sirius XM. Nel giugno 2012, Saralegui ha approvato il presidente Barack Obama per un secondo mandato, manifestando il suo primo sostegno politico.

### Lavoro di comunità
Oltre alla sua carriera come conduttrice di talk show e CEO di un marchio di media e business, Cristina dedica anche parte del suo tempo a una lunga lista di cause sociali. Insieme a suo marito Marcos Ávila, ha fondato nel 1996 "Arriba la Vida/Up with Life Foundation", una fondazione privata dedicata ad allertare ed educare gli ispanici sui pericoli dell'AIDS, che analizza anche altre implicazioni di questa malattia nella vita di numerosi ispanici nel mondo.
In seguito Saralegui si è unita ad AARP (American Association Retired Persons) per aiutare a sensibilizzare, all'interno della comunità latina, sui vantaggi che AARP ha da offrire. Col marito hanno creato ¡Amigos Live!, un video interattivo online.

## Vita privata
È divorziata dal suo primo marito, Tony Menendez, dal quale ha una figlia Cristina Amelia.Dal 1982 è sposata con Marcos Ávila, ex membro dei Miami Sound Machine, e da questo matrimonio ha una figliastra, Stephanie. Insieme hanno poi avuto un figlio, Jon Marcos.